# Licopodiòpsides
Les licopodiòpsides (Lycopodiopsida) són una classe de plantes vasculars sense llavor situades en el grup de les falgueres en sentit ampli (Pteridophyta), que inclou a la família dels licopodis, amb gèneres com Lycopodium, Lycopodiella, Huperzia, o Diphasiastrum molt semblants entre ells; però també Selaginella i Isoetes que tenen  els seus propis ordre i família (Selaginel·làcies i Isoetàcies) i tenen un aspecte un xic diferent.
A part d'aquests tres ordres actuals, se n'ha descrit cinc més d'extints, que deixen entreveure la seva importància històrica en períodes geològics antics, com el carbonífer, abans de l'aparició de les plantes amb flors (antòfits). En són exemples alguns espècies arbòries fòssils com Lepidodendron, Sigillaria o Stigmaria. També se n'han trobat de més petits i semblants als gèneres actuals com Baragwanathia longifolia o Asteroxylon.

## Característiques
Les licopodiòpsides es diferencien de la resta dels pteridòfits per posseir un tipus especial de fulles molt simples (anomenades microfil·les) amb un sol nervi principal. Habitualment són petites i densament imbricades (com en la majoria de les licopodiàcies) però no sempre: En els isòets les microfil·les són més llargues i no surten densament imbricades de la tija.
Com tots els pteridòfits no produeixen flors ni  llavors. Aquestes plantes presenten alternança de generacions i l'individu principal és un esporòfit que produeix espores. En el cas concret de les licopodiòpsides les espores s'anomenen homospores i neixen d'esporangis situats a la base de les fulles, Les tiges normalment són ramificades de manera dicotòmica.

## Història natural
La majoria de Lycopodium prefereixen llocs sorrencs i àcids mentre que les espècies de Lycopodiella prosperen en llocs torbosos àcids.

## Taxonomia
Aquesta classe seria sinònim de l'antiga divisió dels licopodiòfits, si seguim el criteri del PPGI
La classe Lycopodiopsida inclou 1.290 espècies actuals repartides, segons la classificació proposada per consens pel Pteridophyte Phylogeny Group el 2016 (PPG I), en tres ordres:
Ordre Lycopodiales DC. ex Bercht. & J.Presl
- Família Lycopodiaceae P.Beauv. (16 gèneres)
  - Subfamília Lycopodielloideae W.H.Wagner & Beitel ex B.Øllg. (4 gèneres)
  - Subfamília Lycopodioideae W.H.Wagner & Beitel ex B. Øllg. (9 gèneres)
  - Subfamília Huperzioideae W.H.Wagner & Beitel ex B. Øllg. (3 gèneres)

Ordre Isoetales Prantl
- Família Isoetaceae Dumort. (1 gènere)

Ordre Selaginellales Prantl
- Família Selaginellaceae Willk (1 gènere)

Abans dins el Lycopodium s'incloïen quasi totes les espècies de l'ordre Lycopodiales. Ara es divideixen en més gèneres, com ara Lycopodiella, Huperzia, o el gènere d'Australàsia Phylloglossum.